# 福井市自然史博物館
福井市自然史博物館（ふくいししぜんしはくぶつかん）は、福井県福井市足羽上町にある自然史系博物館。また分館（セーレンプラネット）が福井駅前のハピリン5階に入居している。

## 概要
1952年（昭和27年）4月に福井復興博覧会が開催された際、第2会場として設立・開館し、同年7月に福井市立郷土博物館として開館。
1991年（平成3年）度に建物の増改修及び全面的な展示更新を行い、1992年（平成4年）7月22日、新たに開館。自然史に関する資料の収集・保存・展示、自然史分野に関する調査、研究を行っている。